# Aya Terakawa
Aya Terakawa (en japonès: 寺川綾) (n. Osaka, 12 de novembre de 1984) és una nedadora japonesa retirada i medallista de bronze olímpica als Jocs Olímpics de Londres 2012. En 2004 va participar en els Jocs Olímpics d'Atenes 2004, on va quedar en vuitè lloc amb un temps de 2:12.90 en la final de la prova de 200 m femení.

## Biografia
Va fer el seu debut com a nedadora en 2001 en el Campionat Mundial de Natació de 2001, on va quedar en l'últim lloc de la final de 200 m esquena. En 2002, en el Campionat Pa-Pacífic de Natació celebrat a Yokohama, va aconseguir la seva primera medalla, sent aquesta de plata. En 2010, de nou en el Campionat Pa-Pacífic de Natació, va aconseguir tres medalles més. Va participar en el Campionat Mundial de Natació de 2011, on va guanyar una altra medalla de plata. En els Jocs Olímpics de Londres 2012 va guanyar la seva primera medalla olímpica, en la prova de 4x100 m combinat, i la seva segona medalla olímpica, en la prova de 100 m esquena, sent ambdues medalles de bronze. Un any més tard va participar en el Campionat Mundial de Natació de 2013, guanyant altres dues medalles de bronze, en les proves de 50 i 100 metres esquena. Finalment, el 4 de desembre de 2013 va anunciar el seu retir com a nedadora.

## Marques personals
| Piscina llarga | Piscina llarga         | Piscina llarga       | Piscina llarga | Piscina llarga |
| -------------- | ---------------------- | -------------------- | -------------- | -------------- |
| Estil          | Temps                  | Data                 |                |                |
| 50 m esquena   | 27.53 (Rècord japonès) | 1 d'agost de 2013    |                |                |
| 100 m esquena  | 58.70 (Rècord asiàtic) | 4 d'agost de 2013    |                |                |
| 200 m esquena  | 2:09.27                | 19 d'abril de 2009   |                |                |
| Piscina curta  |                        |                      |                |                |
| Estil          | Temps                  | Data                 |                |                |
| 50 m esquena   | 26.40 (Rècord asiàtic) | 15 de febrer de 2009 |                |                |